# Моняки
Моняки (пол. Moniaki) — село в Польщі, у гміні Ужендув Красницького повіту Люблінського воєводства.
Населення — 550 осіб (2011).

## Демографія
Демографічна структура станом на 31 березня 2011 року:
|          | Загалом | Допрацездатний вік | Працездатний вік | Постпрацездатний вік |
| -------- | ------- | ------------------ | ---------------- | -------------------- |
| Чоловіки | 273     | 52                 | 187              | 34                   |
| Жінки    | 277     | 54                 | 160              | 63                   |
| Разом    | 550     | 106                | 347              | 97                   |